# Wilhelm Maschke
Wilhelm Maschke (* 15. Mai 1894 in Proschwitz an der Neiße, Böhmen; † 24. April 1958 in Ahrweiler) war ein deutscher Politiker (SPD).

## Leben
Nach dem Volksschulabschluss und dem Besuch der Mittelschule arbeitete Maschke im Gartenbau und in der Landwirtschaft. Von 1914 bis 1918 nahm er als Soldat am Ersten Weltkrieg teil. Nach dem Kriegsende betätigte er sich von 1919 bis 1926 in der sozialen Fürsorge und im Anstaltsdienst in Reichenberg. Er legte beide Verwaltungsprüfungen ab und wirkte von 1927 bis 1945 in leitender Position als Verwalter von Krankenhäusern, Tbc-Anstalten und Altenheimen.
Maschke trat 1919 in die SPD und die Gewerkschaft Öffentliche Dienste ein. Er wurde zum Kreisvorsitzenden der SPD gewählt, war von 1923 bis 1926 Mitglied des SPD-Landesausschusses für Böhmen und Mähren in Prag und gehörte dem Reichenberger Stadtrat an.
Mit Beendigung des Zweiten Weltkrieges wurde Maschke inhaftiert. 1946 erfolgte die Ausweisung aus der Tschechoslowakei. Im Anschluss ging er als Heimatvertriebener nach Niedersachsen, wo er sich erneut politisch betätigte und bis 1949 dem Kreis- und Bezirksausschuss der SPD angehörte. 1950 verlegte er seinen Wohnsitz nach Rheinland-Pfalz und erhielt eine Stelle als Kreisobersekretär in Zell (Mosel). Er war Mitglied des Zeller Stadtrates und des Kreistages im Landkreis Zell (Mosel).
Dem Rheinland-Pfälzischen Landtag gehörte Maschke vom 14. Februar 1952, als er für den verstorbenen Abgeordneten Aloys Wingender nachrückte, bis 1955 sowie vom 14. Oktober 1957, als er für den ausgeschiedenen Abgeordneten Wilhelm Dröscher nachrückte, bis zu seinem Tode an. Im Parlament war er von 1952 bis 1955 Mitglied des Petitionsausschusses sowie des Weinbau- und Weinwirtschaftsausschusses.